# Boom Boom Magazine
Boom Boom Magazine er et dansk musikmagasin, der udgives af musikorganisationerne IFPI, DUP (Danske Uafhængige Pladeselskaber) og MXD (Music Export Denmark).. IFPI betegner bladet som et promotiontiltag, der har til hensigt at positionere dansk musikliv internationalt. I år 2009 blev musikmagasinet præsenteret ved verdens største musikmesse, MIDEM, i Cannes.